# Sovs fra Syden
Sovs fra Syden er den første musikudgivelse fra Hiphop gruppen Hvid Sjokolade. Udgivelsen var selvfinansieret og blev udgivet på kassettebånd i 1994. I 2006 udkom EP'en på CD og LP på en remasteret version. Nogle af sangene blev også brugt i deres første debutalbum, Så'n er vi, to år senere.

## Trackliste
Alle sange er skrevet af Hvid Sjokolade. 

### Side A
1. . "Intro"
2. . "Pikke i Hånden"
3. . "Fred & Ro"
4. . "Chiller" (Featuring. Tyde T, Dane D & Merry Tee)

### Side B
1. . "Mareridt"
2. . "Vi har Fånken"
3. . "Brændt Kærlighed"
4. . "Skyd Dem Op"

- "Chiller" er også forfattet af Tyde T og Dane D.